# Divadélko Okap
Divadélko Okap bylo dramatické uskupení, které vzniklo v Ostravě v roce 1965 z Divadélka Pod okapem, změnou jeho zřizovatele a působiště, jimiž se nově stal Park kultury a oddechu a svá představení soubor hrál v hale P na Černé louce. Uskupení mělo poloprofesionální charakter.
Možnosti nové scény i názory kritiky vedly soubor ke změně svého repertoáru (oproti Divadélku Pod okapem) a pokoušel se o větší hudební tvar. Tyto úmysly vyústily do muzikálu Skok, jehož autorem byl Luděk Nekuda.
Během roku 1965 se dvě z ústředních osobností celého souboru – Pavel Veselý a Luděk Nekuda – umělecky rozešly. Navíc několik členů divadla muselo na vojnu a ne všichni mohli či chtěli být profesionálními divadelníky. Proto se soubor během roku 1966 rozpadl.
Někteří členové uskupení později spoluzakládali divadlo Waterloo.

## Představení
Kolektiv uvedl dvě původní hry.

### Čekání na Agátu
Představení se v podstatě skládalo ze čtyř samostatných příběhů a vyprávělo příběh tety Agáty a strýce Agáta.
- Napsali: Luděk Nekuda a Pavel Veselý
- Hudba: Pavel Veselý (představení doprovázel Jazz sextet Okap)
- Výprava: Jiří Veselý
- Režie: Petr Paprstein
- Hráli: Milena Šajdková, Zuzana Majvaldová, Petr Paprstein, Erich Vybíral, Luděk Nekuda a Pavel Veselý

Premiéra: březen 1965

### Skok
Muzikál si své hrdiny vypůjčil z národních dějin, ale udělil jim zaměstnání v státním aparátu šedesátých let 20. století (tedy do současnosti v době uvádění hry). Děj se točí kolem Horymírova vynálezu, plánuje se atentát na Libuši, avšak Přemysl s Otkou zločince odhalí a zatknou. Vše nakonec končí smírem a Přemysl se stane knížetem.
- Napsal: Luděk Nekuda
- Výprava: Ivan Binar
- Hudba: Josef Kostřiba, Petr Král, Luděk Nekuda (hraje Sextet Okap)
- Zpívá: Zuzana Majvaldová a Josef Skřehota
- Režie: Petr Paprstein
- Hráli: Chrastinová, Milena Šajdková, Ivan Binar, Luděk Nekuda, Petr Paprstein, Tomáš Sláma a Erich Vybíral

Premiéra: 24. února 1966